# Dario Baccin
Dario Baccin (Novara, 27 agosto 1976) è un dirigente sportivo ed ex calciatore italiano, di ruolo difensore, vicedirettore sportivo dell'Inter.

## Carriera

### Giocatore
Cresce nelle giovanili della Juventus, talvolta allenandosi con la prima squadra senza disputarvi tuttavia alcuna partita ufficiale; nell'estate 1996 viene ceduto al Cesena, in Serie B, dove nella stagione 1996-1997 totalizza 28 presenze e nessuna rete.
Nella stagione successiva rimane in Serie B passando al Chievo; qui segna anche la prima rete nella serie cadetta. Dopo una stagione si trasferisce alla Ternana dove rimane per un biennio. Nel settembre 2000 viene acquistato dal Napoli in compartecipazione con la Juventus: è proprio contro i bianconeri che debutta in Serie A il successivo 30 settembre, in occasione della partita Napoli-Juventus (1-2). I partenopei retrocedono in Serie B al termine della stagione e Baccin decide di rimanere un'altra stagione in maglia azzurra, dove ha l'occasione di indossare la fascia di capitano. Il suo campionato finisce all'ultima giornata del girone di andata, complice un infortunio al piede.
Nella stagione 2002-2003 approda in Libia tra le file dell'Al-Ittihad: dopo aver firmato il contratto, la società libica gli propone una riduzione dell'ingaggio per problemi societari. L'esperienza termina senza presenze ufficiali, e nel gennaio 2003 torna in Italia per giocare nel Taranto, in Serie C1.
Nella stagione 2003-2004 viene invece acquistato dall'Ancona in Serie A, dove gioca mezza stagione per poi venire acquistato dall'Ascoli a gennaio.
Nell'estate 2004 passa al Rimini: con i romagnoli ottiene subito la promozione dalla Serie C1 alla Serie B. Dopo il quinto posto finale della stagione 2006-2007 si trasferisce al Treviso, rimanendo in Veneto per due anni.
Nel luglio 2009 ritorna al Rimini, per quello che è il suo ultimo anno di calcio giocato, concluso con la semifinale play-off persa contro il Verona.

### Dirigente
Ritiratosi dall'attività agonistica, Baccin rimane nel mondo del calcio e il 2 dicembre 2010 consegue a Coverciano il diploma per direttore sportivo con il voto di 110/110.
Dal febbraio 2011 ricopre il ruolo di osservatore per il Siena, rimanendo con il club toscano fino alla stagione 2011-2012.
Il 26 giugno 2012 assume gli incarichi di direttore dell'area tecnica e responsabile del settore giovanile del Palermo, agli ordini del direttore generale dell'area sportiva Giorgio Perinetti. Durante il periodo in questione sono emersi diversi giocatori divenuti professionisti. 
Dal 2 luglio 2017 assume la carica di vicedirettore sportivo dell'Inter.

## Palmarès

### Competizioni giovanili
- Coppa Italia Primavera: 1

Juventus: 1994-1995

### Competizioni nazionali e internazionali
- Campionato italiano Serie C1: 1

Rimini: 2004-2005 (girone B)
- UEFA Champions League: 1

Juventus: 1996
- Supercoppa italiana: 1

Juventus: 1995
- Supercoppa di Serie C: 1

Rimini: 2005